# Ипатово (Новосибирская область)
Ипатово — упразднённая деревня в Здвинском районе Новосибирской области. На момент упразднения входила в состав Новороссийского сельсовета. Исключена из учётных данных в 1981 году.

## География
Деревня располагалась у южного берега одноименного озера, в 11 км (по прямой) к северо-западу от села Новороссийское.

## История
В 1928 году состояла из 109 хозяйств. В административном отношении являлась центром Ипатовского сельсовета Нижне-Каргатского района Барабинского округа Сибирского края. В деревне располагалась школа 1-й ступени.
Решением Новосибирского облисполкома от 30.12.1981 г. № 894/пр деревня исключена из учётных данных в связи с выездом населения.

## Население
По переписи 1926 г. в деревне проживало 550 человек (261 мужчина и 289 женщин), основное население — русские